# Gelbe Flotte

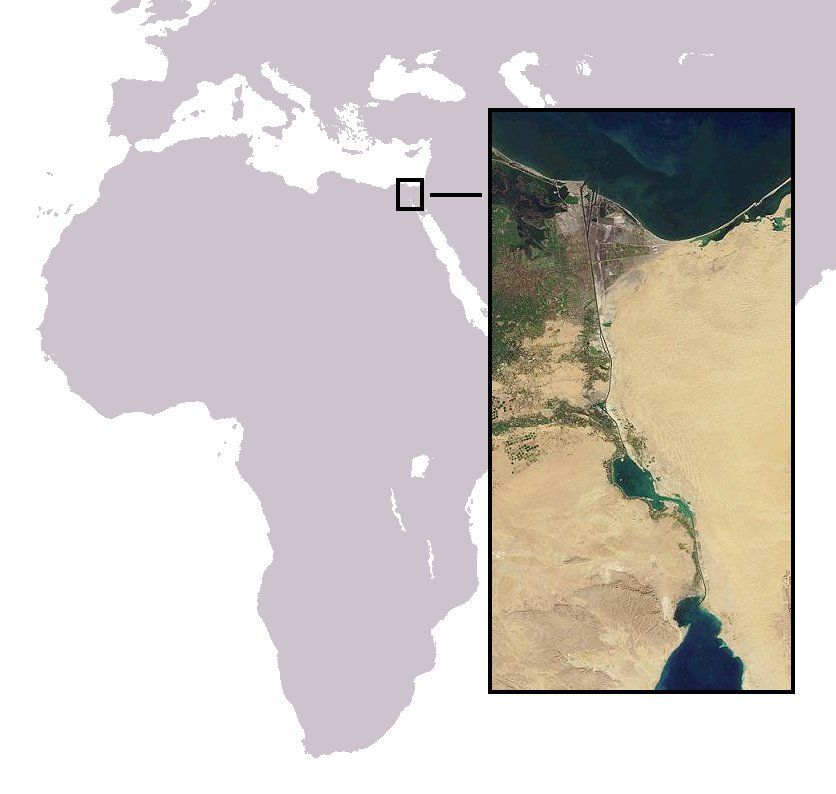
Lage des Sueskanals

Als Gelbe Flotte wurde eine Gruppe von 15 Schiffen bezeichnet, die von Juni 1967 bis Mai 1975 fast acht Jahre lang im Sueskanal festlagen. Der Name rührte von dem gelben Schimmer des Sandes, der aus der Wüste durch den ständigen Wind auf die Decks der Schiffe geweht wurde.

## Geschichte
Am 5. Juni 1967 fuhr ein Konvoi von 14 Frachtschiffen von Port Taufiq bei Sues kommend den Sueskanal nordwärts, als der Sechstagekrieg ausbrach. Die Schiffe gingen im Großen Bittersee, der breitesten Stelle im Kanal, vor Anker. Da der Kanal durch absichtliche Schiffsversenkungen blockiert wurde, lagen die Schiffe auf unbestimmte Zeit fest. Ein weiteres Schiff, der Tanker Observer aus den USA, ankerte im Timsahsee.
Durch den Sechstagekrieg wurden die Schiffe nicht in Mitleidenschaft gezogen, obwohl sie zeitweise im Kampfgebiet lagen. Während der achtjährigen Liegezeit in den Bitterseen brach jedoch 1973 der Jom-Kippur-Krieg aus, in dessen Verlauf der amerikanische Frachter African Glen von israelischen Kampfjets versenkt wurde, da er von ägyptischen Soldaten als Beobachtungsposten für Spähaufklärung genutzt wurde.
Ein Teil der Mannschaften konnte nach einigen Wochen die Schiffe verlassen, der Rest wurde regelmäßig – halbjährlich – ausgetauscht. Auf den Schiffen und zwischen den Besatzungen entwickelte sich ein ausgeprägtes Zusammengehörigkeitsgefühl. Im Herbst 1967 wurde von den Besatzungen der Schiffe auf der Melampus die „Great Bitter Lake Association“ gegründet, eine Vereinigung mit dem Ziel der Förderung der Freundschaft und der gegenseitigen Hilfe.
Zur Kostenreduktion wurden die Schiffe ab 1969 in drei Gruppen zusammengefasst, die jeweils von einer einzigen Besatzung von etwa 10 Mann betreut wurden. In dieser Zeit entstand auch eine Reihe von handgemalten Briefmarken mit den Gruppennamen der Schiffe, welche von der ägyptischen Post anerkannt wurden. Die so freigemachten Briefe stellen heute gesuchte Sammlerstücke dar. Erst im Mai 1975 verließen die Schiffe den See; nur die beiden deutschen Schiffe vermochten dies aus eigener Kraft.
Über die Ereignisse und die betroffenen Menschen wurde 2009 die Filmdokumentation Gefangen im Bittersee mit einer Länge von 52 Minuten unter der Regie von Jens Arndt und Fayd Jungnickel gedreht.
Im Mai 2020 führte das Zenith-Magazin ein Interview mit Jürgen Katzler, der von Juni bis Dezember 1969 Kapitän auf dem deutschen Schiff Münsterland war. Darin beschrieb er rückblickend, dass die Besatzungen den Krieg zwischen Ägypten und Israel direkt miterlebten. So fanden Luftkämpfe über den Schiffen statt, Panzer hätten über den See hinweg geschossen und manchmal seien sogar Patronenhülsen auf das Deck gefallen. Außerdem schilderte Katzler seine Zeit auf dem Bittersee als internationalen „Verbund der Kameradschaft“ und erzählte, er habe vor allem bei der allwöchentlichen Segelregatta große Freude gehabt.

## Liste der Schiffe
| Name               | Nationalität               | Gruppe     | Eigentümer/Reeder                | Kapitän        | Ladung                                                                                       | Tonnage (BRT) | Bemerkungen |
| ------------------ | -------------------------- | ---------- | -------------------------------- | -------------- | -------------------------------------------------------------------------------------------- | ------------- | --- |
| Nordwind           | Bundesrepublik Deutschland | MüWiNiKiEs | Nordstern Reederei               | Gerhard Lomer  | Ölkuchen, Baumwollprodukte, allg. Mischfracht                                                | 8 656         | IMO: 5255868; Gebaut bei der Werft Flensburger Schiffbau-Gesellschaft 1958. Andere Namen Rodanthi A. und Centaurus. In Shanghai ab dem 28. Mai 1985 abgebrochen. |
| Münsterland        | Bundesrepublik Deutschland | MüWiNiKiEs | HAPAG                            | Karl Hoffmann  | u. a. Stahl, Wolle, Sand, Blei, Konserven, Birnen, Felle, Getreide, Marmelade, Eier, Fleisch | 9 365         | Saarland-Klasse Die Münsterland wurde nach ihrer Ankunft in Hamburg am 24. Mai 1975 überholt und weiter im Ostasiendienst eingesetzt. Am 21. Juni 1978 nach Griechenland verkauft und unter dem Namen Munsterlandes weiter betrieben. Am 2. Januar 1983 in Trincomalee aufgelegt. 17. November im Schlepp nach Kaohsiung, Taiwan. Dezember 1983 weiter nach Volksrepublik China, Abbruch ab März 1984 in Fuzhou, Provinz Fujian. |
| Killara            | Schweden                   | MüWiNiKiEs | Rederiaktiebolaget Transatlantic | Sture Sundnér  | Wolle, Rohleder, Früchte                                                                     | 10 714        | 1975 an Hellenic-Lines verkauft und wieder in Fahrt |
| Nippon             | Schweden                   | MüWiNiKiEs | Svenska Ostasiatiska Kompaniet   |                |                                                                                              | 10 309        | verkauft nach Norwegen als Marit; ab 1975 als Hellenic Patriot in Fahrt |
| Essayons, ex-Sindh | Frankreich                 | MüWiNiKiEs | Messageries Maritimes            |                |                                                                                              | 7 051         | Ruul-Pedersen Reederei, Norwegen, bei Kriegsbeginn hieß das Schiff Sindh, Messageries Maritimes, Frankreich |
| Lednice            | Tschechoslowakei           | LedMelAga  | Donaureederei                    |                | Rohleder                                                                                     | 1 462         | wieder in Fahrt; 1989: Dija; 1992: Atlsaco Pride, Ocean Trader; 1994 vor Sri Lanka auf eine Mine gelaufen und gesunken. |
| Agapenor           | Vereinigtes Königreich     | LedMelAga  | Blue Funnel Line                 |                | Spielwaren                                                                                   | 7 654         | Munitionsladung in Zypern gelöscht, verkauft und als Nikos in Fahrt, 1981 abgebrochen. |
| Melampus           | Vereinigtes Königreich     | LedMelAga  | Blue Funnel Line                 | Jim Starkey    |                                                                                              | 8 509         | 1975 als Annoula II in Fahrt; 1983 abgebrochen. |
| Scottish Star      | Vereinigtes Königreich     | DjaBiPorSt | Blue Star Line                   | Brian McManus  |                                                                                              | 10 174        | 1975 bis 1979 in Piräus aufgelegt, anschl. abgebrochen. |
| Port Invercargill  | Vereinigtes Königreich     | DjaBiPorSt | Port Line                        | Arthur Kensett |                                                                                              | 10 463        | 1976 als griech. Kavo Kolne in Fahrt. 1979 abgebrochen. |
| Djakarta           | Polen                      | DjaBiPorSt | Polskie Linie Oceaniczne         |                |                                                                                              | 6 915         | als Manina III wieder in Fahrt; 1981 gestrandet und aufgegeben. |
| Bolesław Bierut    | Polen                      | DjaBiPorSt | Polskie Linie Oceaniczne         | Bogdan Kryspin |                                                                                              | 6 674         | Stückgutfrachter vom Typ B-54. Fuhr überwiegend im Ostasiendienst. Im Jahr 1975 wurde sie an einen griechischen Reeder verkauft. |
| Vassil Levsky      | Bulgarien                  |            | Navigation Maritime Bulgare      | Ivan Stanchev  |                                                                                              | 4 975         | Erbaut 1943 bei Burntisland Shipbuilding Company als MAC-Schiff Empire MacKendrick. Nach Kriegsende Granpond, Condor (1951), Saltersgate (1959). 1975 abgebrochen. |
| African Glen       | Vereinigte Staaten         |            | Farrell Lines                    |                |                                                                                              | 6 116         | gesunken 1973 im Jom-Kippur-Krieg |
| Observer           | Vereinigte Staaten         | -          | Marine Carriers Corporation      |                |                                                                                              | 17 614        | ankerte im Timsahsee |